# FK Žalgiris Vilnius
El FK Žalgiris Vilnius és un club de futbol lituà de la ciutat de Vilnius.

## Història
Evolució del nom:
- 1947 : Dinamo Vilnius
- 1948 : Spartakas Vilnius
- 1962 : Žalgiris Vilnius
- 1993 : FK Žalgiris-EBSW Vilnius
- 1996 : FK Žalgiris Vilnius
- 2009 : VMFD Žalgiris (Vilniaus Miesto Futbolo Draugija)
- 2015 : FK Žalgiris

## Palmarès
- Lliga lituana de futbol: 11
  - 1991, 1991-92, 1998-99, 2013, 2014, 2015, 2016, 2020, 2021, 2022, 2024

- Copa lituana de futbol: 14
  - 1991, 1992-93, 1993-94, 1996-97, 2003, 2011-12, 2012-13, 2013-14, 2014-15, 2015-16, 2016, 2018, 2021, 2022

- Supercopa lituana de futbol: 8
  - 2003, 2013, 2014, 2015, 2016, 2017, 2020, 2023

- Segona divisió de la Lliga soviètica de futbol: 1
  - 1982

## Plantilla 2025
La relació de jugadors de la plantilla del Žalgiris la temporada 2025 és la següent:
| — | POR | [[Fitxer:Flag of Lithuania.svg\|23x15px\|border \|alt=Lituània\|link=Selecció de futbol de Lituània\|{{#if:\|]]                 |             |  |  |  |  |  |
|   |     | |             |  |  |  |  |  |
| — | DEF | [[Fitxer:Flag of Lithuania.svg\|23x15px\|border \|alt=Lituània\|link=Selecció de futbol de Lituània\|{{#if:\|]]                 |             |  |  |  |  |  |
| 7 | DEF | [[Fitxer:Flag of France (1794–1815, 1830–1974).svg\|23x15px\|border \|alt=França\|link=Selecció de futbol de França\|{{#if:\|]] | Joël Bopesu |  |  |  |  |  |
| — | DEF | [[Fitxer:Flag of Croatia.svg\|23x15px\|border \|alt=Croàcia\|link=Selecció de futbol de Croàcia\|{{#if:\|]]                     |             |  |  |  |  |  |
|   |     | |             |  |  |  |  |  |

| 22 | MIG | [[Fitxer:Flag of Lithuania.svg\|23x15px\|border \|alt=Lituània\|link=Selecció de futbol de Lituània\|{{#if:\|]] | Ovidijus Verbickas    |  |  |  |  |  |
| 10 | MIG | [[Fitxer:Flag of Lithuania.svg\|23x15px\|border \|alt=Lituània\|link=Selecció de futbol de Lituània\|{{#if:\|]] | Paulius Golubickas    |  |  |  |  |  |
| —  | MIG | [[Fitxer:Flag of Lithuania.svg\|23x15px\|border \|alt=Lituània\|link=Selecció de futbol de Lituània\|{{#if:\|]] | Giedrius Matulevičius |  |  |  |  |  |
|    |     | |                       |  |  |  |  |  |
| —  | DAV | [[Fitxer:Flag of Lithuania.svg\|23x15px\|border \|alt=Lituània\|link=Selecció de futbol de Lituània\|{{#if:\|]] |                       |  |  |  |  |  |
| —  | DAV | [[Fitxer:Flag of Lithuania.svg\|23x15px\|border \|alt=Lituània\|link=Selecció de futbol de Lituània\|{{#if:\|]] |                       |  |  |  |  |  |

## Entrenadors
- Mindaugas Čepas (2008–2009)
- Igoris Pankratjevas (2009–2010)
- Vitalijus Stankevičius (2011)
- Damir Petravić (2012)
- Marek Zub (2012–2014)
- Valdas Dambrauskas (2014–2017)
- Aleksandr Brazevič (2017)
- Aurelijus Skarbalius (2017-2018)
- Valdas Urbonas (2018-2019)
- Marek Zub (2019)
- João Luís Martins (2019)[1]
- Aliaksei Baga (2020)
- Vladimiras Čeburinas (2021–)